# Crazy (Lost Frequencies e Zonderling)
Crazy è un singolo del DJ belga Lost Frequencies e del gruppo olandese Zonderling, pubblicato il 24 novembre 2017.

## Video musicale
Il video musicale è stato pubblicato il 24 novembre 2017 sul canale YouTube del DJ.

## Classifiche
| Classifica (2018) | Posizione massima |
| ----------------- | ----------------- |
| Lussemburgo       | 4                 |